# 船越亜弥
船越 亜弥（ふなこし あや、1987年7月17日 - ）は日本の声楽家。主に滋賀県立芸術劇場 びわ湖ホールで活動するオペラ歌手（ソプラノ）。
2016年-2022年にびわ湖ホール声楽アンサンブルに在籍。現在は国内外の劇場等で活動している他、びわ湖ホールの自主公演などにもソリストとして客演している。

## 経歴
広島県広島市出身。愛知県立芸術大学 音楽学部 音楽科　声楽専攻、同大学大学院 音楽研究科（博士前期）音楽専攻 声楽領域を修了。
滋賀県立芸術劇場びわ湖ホール 声楽アンサンブルに入団。契約満了後に退団。
声楽を中川聰子、神田詩朗、永田直美、戸山俊樹らに師事。
ドイツ留学にて、Hedwig Fassbender, René Massis, Björn Huestege, Luise Breyer-Aiton, Karolina Halbigらに師事。
日本を代表する歌手陣が歌いあげる正月恒例のオペラの祭典『NHKニューイヤーオペラコンサート』にソリストとして出演。(2024年,2025年)
2024年4月から、愛知県立芸術大学 音楽科 声楽専攻の非常勤講師としても活動。

## 受賞履歴
- 2011年： 第13回 さくらぴあ新人コンクール - 審査員特別賞
- 2015年： 第34回 飯塚新人音楽コンクール 声楽- 入選
- 2017年： 第18回 大阪国際音楽コンクールAge-G オペラコース - 第2位(1位なし)[6]
- 2021年： 第90回 日本音楽コンクール声楽部門(オペラ) - 第1位[7][8][9][10]
- 2022年： 令和4年度 滋賀県次世代文化賞[11]

## 演奏実績
2012年
広島プロミシングコンサート出演 - 広島交響楽団と共演
2013年
愛知祝祭管弦楽団主催 オペラ『パルジファル』 - 花の乙女 役
広島オペラルネッサンス主催 オペラ『イル・カンピエッロ』 - オルソラ 役
2015年
SMBCパーク栄 愛知芸術のもりから ソロコンサート
2016年
愛知祝祭管弦楽団主催 オペラ『ラインの黄金』 - ヴェルグンデ 役
びわ湖ホール主催　オペラ『ドン・キホーテ』 - ガルシアス 役
2017年
愛知祝祭管弦楽団主催 オペラ『ワルキューレ』 - ヴァルトラウテ 役
びわ湖ホール主催 オペラ『不思議の国のアリス』 - 公爵夫人 役
2018年
びわ湖ホール主催 近江の春 びわ湖クラシック音楽祭　オペラ『ディドとエネアス』 - ディド 役
びわ湖ホール主催 オペラ『ヘンゼルとグレーテル』 - ゲルトルート 役
びわ湖ホール主催 オペラ『ドン・ジョヴァンニ』 - ドンナ・エルヴィーラ 役
2019年
びわ湖ホール主催 オペラ『泣いた赤鬼』 - 娘 役
びわ湖ホール主催 オペラ『森は生きている』 - 6月・もう一人の娘・リス・廷臣 役
2020年
びわ湖ホール主催 オペラ『こうもり』 - ロザリンデ 役
びわ湖ホール主催 定期公演 ロッシーニ『スターバト・マーテル』 - ソリスト
2021年
びわ湖ホール主催 オペラ『魔笛』 - パミーナ
びわ湖ホール主催 オペラ『ローエングリン』 - 小姓(演奏会形式)
びわ湖ホール主催 ジルベスターコンサート オペレッタ『ジプシー男爵』(抜粋) -  ザッフィ 役
2022年
守山市民ホール主催 オペラ『イル・トロヴァトーレ』(抜粋) - レオノーラ 役
びわ湖ホール主催 オペラ『パルジファル』 - クリングゾルの魔法の乙女たち 役
株式会社しがぎん経済文化センター主催 KEIBUN第九 - ソリスト
2023年
びわ湖ホール主催 気軽にクラシック33 - ソロコンサート
びわ湖ホール主催 オペラ『森は生きている』 - 3月・リス・オオカミ・廷臣 役
びわ湖ホール主催 オペラ『フィガロの結婚』 - 伯爵夫人 役
びわ湖ホール主催 オペラ『天国と地獄』 - ヴィーナス 役
びわ湖ホール主催 開館23周年記念　オペラガラコンサート - ソリスト
中国放送主催 第九ひろしま2023 - ソリスト
2024年
第66回 NHKニューイヤーオペラコンサート - 歌劇「ドン・ジョヴァンニ」から「食事のしたくができた」
びわ湖ホール主催 『ばらの騎士』マリアンネ役
中国放送主催 第九ひろしま2024 - ソリスト
2025年
第67回 NHKニューイヤーオペラコンサート
　・歌劇「フィデリオ」から - マルツェリーネ 役
　・喜歌劇「こうもり」から酒の歌「いとしい人よ、はやくお飲み」 - ロザリンデ 役
びわ湖ホール主催 オペラ『死の都』 - ユリエッテ 役
京都市交響楽団 オーケストラ・ディスカバリー - ソリスト
BS朝日「子供たちに残したい美しい日本のうた」出演
びわ湖ホール主催 オペラ『メリー・ウィドウ』 - ハンナ・グラヴァリ 役
トウキョウ・ミタカ・フィルハーモニア第91回定期演奏会 喜歌劇『こうもり』- ロザリンデ 役